# Juan Linz
Juan José Linz (* 24. Dezember 1926 in Bonn; † 1. Oktober 2013 in New Haven, Connecticut) war ein deutsch-spanischer Politikwissenschaftler. Er war emeritierter Sterling Professor für Politikwissenschaft an der Yale University und Ehrenmitglied des Wissenschaftlichen Rates am Juan March Institute.

## Leben
Als Kind eines deutschen Vaters und einer spanischen Mutter wurde Juan J. Linz am 24. Dezember 1926 in Bonn geboren. Im Jahr 1932 zog die Familie nach Spanien, wo er nach dem Abitur an der Universität Madrid Wirtschaftswissenschaften, Politikwissenschaften und Rechtswissenschaften studierte.
1950 erfolgreich und preisgekrönt graduiert, schloss sich ein weiteres Studium der Soziologie an der Columbia University, New York an, wo er dann seinen Doktortitel mit einer Studie über die deutschen Wahlen erlangte.
Als lehrendes Mitglied der Columbia University nahm er fortan spürbar Einfluss auf die spanische Soziologie mit einer Reihe von bedeutsamen empirischen Studien, die in Zusammenarbeit mit spanischen Soziologen entstanden, welche zum Teil Linz nach New York folgten. 1958 kehrte Linz nach Spanien zurück und führte an der neu gegründeten Autonomen Universität Madrid eine Studie über das spanische Wirtschaftsleben. 1961 wechselte er wieder zurück nach New York als Dozent an der Columbia University.
1968 folgte er dem Ruf an die Yale University in New Haven (USA).
Darüber hinaus lehrte Linz u. a. an den Universitäten von Berkeley, Stanford, Heidelberg, München, Berlin und am Europäischen Hochschulinstitut Florenz.

## Forschungsschwerpunkte
Juan J. Linz ist in der Politikwissenschaft bekannt für seine Theorien über totalitäre und autoritäre Systeme, in welche er Diktaturen einteilte. Linz tat sich ebenfalls durch umfangreiche Forschungen über Herrschaftsstrukturen und den Übergang autokratischer Systeme in Demokratien hervor.
Linz beschäftigte sich mit einer breiten Palette von Themen, darunter Studien der sozialen Strukturen und politischen Parteien in Deutschland, des Wirtschaftslebens und der Machtverhältnisse in Spanien, die Struktur und Dynamik der sozialen Gruppen auf der Iberischen Halbinsel und vieles mehr. Seine Werke über die Soziologie der Jugend und die Soziologie des Faschismus in Spanien sind besonders gut bekannt.
Seine Arbeiten waren ein wichtiger Bezugspunkt während des spanischen Demokratisierungsprozesses nach dem Ende des Franco-Regimes 1975. Seine Studien zur spanischen Politik beinhalteten kontroverse Themen, wie Terrorismus oder regionaler Nationalismus, und haben dort bis heute großen Einfluss auf das Verständnis des öffentlichen Lebens.
Seine Theorien zur Klassifizierung autoritärer Regime und dem Prozess des Übergangs von der Diktatur zur Demokratie wurde von zahlreichen Forschern für Fallstudien in Lateinamerika und Europa angewandt. Linz ist Autor zahlreicher Werke zu den Problemen bei der Transformation autoritärer Regime zu Demokratien in Südeuropa, Südamerika und den postkommunistischen Ländern.
Seine 2006 erschienene Studie über den politischen Soziologen Robert Michels gilt als wichtiger Beitrag zur Geschichte des Faches Politikwissenschaft.

## Schriften
- Totalitäre und autoritäre Regime, Berliner Debatte Wissenschafts-Verlag, Berlin 2000, ISBN 3-931703-43-6.
- Totalitäre und autoritäre Regime, 2., überarbeitete und ergänzte Auflage, Berlin 2003, ISBN 3-931703-88-6.
- Autoritäre Regime, in: Dieter Nohlen (Hrsg.): Wörterbuch Staat und Politik, München 1996, S. 40–43.
- zusammen mit Alfred Stepan: Problems of democratic transition and consolidation: Southern Europe, South America, and post-communist Europe, Baltimore 1996, ISBN 0-8018-5158-0.
- Totalitäre und autoritäre Regime. Herausgegeben und übersetzt von Raimund Krämer. 3. Auflage. Potsdamer Textbücher 4. WeltTrends, Potsdam 2009. ISBN 978-3-941880-00-9
- Ein autoritäres Regime: Der Fall Spanien. Herausgegeben und übersetzt von Raimund Krämer und Christoph Sebastian Widdau. Potsdamer Textbücher 13. WeltTrends, Potsdam 2011. ISBN 978-3-941880-35-1
- Robert Michels, Political Sociology and the Future of Democracy, hrsg. durch Houchang E. Chehabi, 2006, ISBN 1412833418

## Auszeichnungen
- 1976 Mitglied der American Academy of Arts and Sciences
- 1987 Prinz-von-Asturien-Preis für Sozialwissenschaften
- 1994 Auswärtiges Mitglied der Academia Europaea[3]
- 1996 Johan-Skytte-Preis in Politikwissenschaften
- 1997 Mitglied der British Academy
- 2010 Premio Amalfi
- Ehrendoktorwürde der Georgetown University, Universität Granada, Autonomen Universität Madrid, Philipps-Universität Marburg